# Camponotus peperi
Camponotus peperi är en myrart som beskrevs av Auguste-Henri Forel 1913. Camponotus peperi ingår i släktet hästmyror, och familjen myror. Inga underarter finns listade.